# Zjabokrăt
Zjabokrăt (bulgariska: Жабокрът) är ett distrikt i Bulgarien.   Det ligger i kommunen obsjtina Kjustendil och regionen Kjustendil, i den västra delen av landet, 60 km sydväst om huvudstaden Sofia.